# يوشيمي واتانابي
يوشيمي واتانابي هو سياسي ياباني، ولد في 17 مارس 1952 في Nishinasuno, Tochigi ‏ في اليابان. نشط حزبياً في الحزب الليبرالي الديمقراطي الياباني. وقد انتخب عضو مجلس المستشارين ‏ وقد انضم خلال فترته النيابية للكتلة البرلمانية مستقل وانتخب عضو مجلس النواب الياباني ‏.

## وصلات خارجية
- الموقع الرسمي